# Club Atlético Estudiantes de Buenos Aires
Ne doit pas être confondu avec Estudiantes de La Plata.
Maillots
Le Club Atlético Estudiantes est un club argentin de football basé près de Buenos Aires. Le stade du club est situé dans la ville de Caseros.

## Palmarès
- Primera B : 1

1977
- Primera B Metropolitana : 1

1999-00
- Primera C : 1

1966